# Traire
La Traire est une petite rivière française, affluent de la Marne en rive droite et donc sous-affluent de la Seine. Elle coule entièrement dans le département de la Haute-Marne en ancienne région Champagne-Ardenne, donc en nouvelle région Grand Est.

## Géographie
D'une longueur de 29 km elle prend sa source à Bonnecourt, à six kilomètres au sud-ouest de Montigny-le-Roi et une douzaine de kilomètres au nord-est de Langres, dans le département de la Haute-Marne, un peu à l'ouest des sources de la Meuse. La rivière se dirige d'abord vers le nord puis change son orientation vers l'ouest et conflue avec la Marne en rive droite, au niveau de la localité de Poulangy. Elle est le premier affluent notable de la Marne.

### Communes et cantons traversés
Dans le seul département de la Haute-Marne, la Traire traverse les huit communes suivantes, de l'amont vers l'aval, de Bonnecourt (source), Frécourt, Chauffourt, Sarrey, Nogent, Sarcey, Louvières et Poulangy (confluence).

## Affluents
La Traire a onze tronçons affluents référencés :
- le ruisseau du Varolet
- le ruisseau du Valsain
- le ruisseau de Gorgeot
- le ruisseau de Vauchemoche
- le ruisseau de Pontot
- le ruisseau de Moutelle avec un affluent :
  - le ruisseau de Sirefontaine,
- le ruisseau de Lavau
- le ruisseau de la Goule
- le ruisseau de Poinson avec un affluent :
  - le ruisseau de Vitry,
- le ruisseau du Pecheux
- le canal de la Marne à la Saône

### Rang de Strahler
Donc son rang de Strahler est de trois.

## Hydrologie
La Traire est une rivière bien fournie et abondante, mais fort irrégulière. 

### La Traire à Louvières
Son débit a été observé pendant 17 années (entre 1989 et 2005), à Louvières, tout près de son confluent avec la Marne. Le bassin versant de la rivière y est de 101 km2, c'est-à-dire plus ou moins sa totalité.
Le module de la rivière à Louvières est de 1,49 m3/s.
La Traire présente des fluctuations saisonnières de débit assez importantes, avec des hautes eaux d'automne-hiver portant le débit mensuel moyen à un niveau situé entre 2,17 et 3,12 m3/s, de novembre à mars inclus (avec un maximum en janvier), et des basses eaux d'été, de juin à septembre inclus, avec une baisse du débit moyen mensuel allant jusqu'à 0,175 m3/s au mois d'août. Cependant les niveaux fluctuent d'après les années et les irrégularités de débit peuvent être plus prononcées sur de plus courtes périodes.

### Étiage ou basses eaux
Le VCN3 peut chuter jusque 0,017 m3/s, en cas de période quinquennale sèche, soit 17 litres par seconde, ce qui est sévère.

### Crues
Les crues peuvent être assez importantes pour cette petite rivière à bassin fort réduit. Les QIX 2 et QIX 5 valent respectivement 17 et 20 m3/s. Le QIX 10 est de 22 m3/s et le QIX 20 de 24 m3/s. Quant au QIX 50, il n'a pas été calculé, la durée d'observation de la rivière n'étant pas suffisante. Cela signifie que, par exemple, tous les deux ans, l'on doit s'attendre à une crue de l'ordre de 17 mètres cubes, et tous les cinq ans une crue de 20 mètres cubes doit se produire, statistiquement du moins.
Toujours à Louvières, le débit instantané maximal enregistré a été de 19,8 m3/s le 30 décembre 2001, tandis que le débit journalier maximal était de 18,8 m3/s le 30 novembre 1996. En comparant la valeur du débit instantané maximal à l'échelle des QIX de la rivière, il apparaît que cette crue était à peine d'ordre quinquennal, et donc ne peut être que fréquente et destinée à se reproduire très régulièrement.

### Lame d'eau et débit spécifique
Au total, la Traire est une rivière petite, mais abondante. La lame d'eau écoulée dans son bassin versant est de 466 millimètres annuellement, ce qui est élevé dans les limites du bassin parisien, valant nettement plus que la moyenne d'ensemble de la France tous bassins confondus, mais surtout supérieur à la lame de la totalité du bassin de la Marne (274 millimètres) et de la Seine (240 millimètres). Le débit spécifique de la rivière (ou Qsp) atteint le chiffre de 14,7 litres par seconde et par kilomètre carré de bassin.